# Anyphops ngome
Anyphops ngome là một loài nhện trong họ Selenopidae.
Loài này thuộc chi Anyphops. Anyphops ngome được J. A. Corronca miêu tả năm 2005.